# Navadni brin
Navadni brin, znanstveno ime Juniperus communis, je vrsta iz rodu Juniperus (brin), družina Cupressaceae (cipresovke). Je najbolj razširjena vrsta med vsemi olesenilimi rastlinami in ga najdemo po vsem zmernohladnem pasu severne poloble od gorovij južne Arktike do zemljepisne širine okrog 30° severno v Severni Ameriki, Evropi in Aziji.

## Značilnosti
Navadno gre za grmovnico ali nizko drevo, lahko pa doseže tudi višino do 10 metrov. Navadni brin ima igličasto oblikovane liste v vrtincih po tri; listi so zeleni in imajo na notranji površini en sam stomatalni pas. Vrsta je dvodomna, kar pomeni, da so moške in ženske rastline ločene. Semenski storži so jagodičasti, v 18 mesecih dozorijo od zelenih do škrlatno-črnih z modro voskasto ovojnico.; oblikovani so kroglasto, premera 4-12 mm in imajo navadno tri (občasno šest) združenih lusk, vsaka luska ima eno seme. Semena zaužijejo ptice, prebavijo mesnate luske in trda semena izločijo z blatom. Moški storži so rumeni, dolgi 2-3 mm in odpadejo med marcem in aprilom kmalu po sprostitvi peloda.
Vrsta je zaradi velike razširjenosti zelo raznolika, z več podvrstnimi taksoni:
- Juniperus communis subsp. communis – navadni brin. Navadno pokončen grm ali manjše drevo, z listi dolžine 8-20 mm; najdemo ga nizkih do srednje visokih legah zmernega podnebja.
  - Juniperus communis subsp. communis var. communis – Evropa, večina severne Azije
  - Juniperus communis subsp. communis var. depressa – Severna Amerika
  - Juniperus communis subsp. communis var. nipponica – Japonska (status ni gotov, pogosto se obravnava kot J. rigida var. nipponica)
- Juniperus communis subsp. alpina – alpski brin (syn. J. c. subsp. nana, J. c. var. saxatilis). Navadno polegel grm z listi dolžine 3-8 mm; najdemo ga na subarktičnem območju in visokih alpskih pasovih v zmernem pasu.
  - Juniperus communis subsp. alpina var. alpina – Grenlandija, Evropa in Azija
  - Juniperus communis subsp. alpina var. megistocarpa – vzhodna Kanada (razlikovanje od var. alpina vprašljivo)
  - Juniperus communis subsp. alpina var. jackii – zahodna Severna Amerika (razlikovanje od var. alpina vprašljivo)

Nekateri botaniki obravnavajo subsp. alpina kot varieteto, pri čemer je ustrezno ime Juniperus communis var. saxatilis, naletimo pa tudi na ime Juniperus communis var. montana.

### Uporaba
Pogosta je hortikulturna uporaba brina kot okrasnega grma, za splošno uporabo lesa pa je predroben. V Skandinaviji pa les brina uporabljajo pri izdelovanju škatel za majhne količine živil, npr. masla in sira, ter za izdelovanje lesenih jedilnih nožev.
Trpka modro-črni brinovi semenski storži, ki jih imenujemo »brinove jagode«, so pregrenki, da bi jih jedli surove in jih navadno prodajajo posušene kot začimbo za meso, omake in nadeve. Pred uporabo jih navadno zdrobijo, da sprostijo aromo. Iz njih pripravljajo tudi čaj, ki naj bi imel zdravilne učinke. Poleg tega se uporabljajo za aromatizacijo gina. Beseda gin pravzaprav izvira iz francoske besede za brinovo jagodo, genièvre, kar je tudi francosko ime za gin. Z izvlečkom brinovih jagod aromatizirajo tudi slovaško narodno alkoholno pijačo Borovička.
Ker imajo brinove jagode močan okus, jih je treba uporabljati previdno. Predvsem se uporabljajo za izboljšanje okusa mesa z močno aromo, kot npr. divjačine ali jezika. Na Finskem je brin osrednja sestavina pri pridelavi tradicionalnega finskega piva sahti.